# Кологоры
Кологоры (укр. Кологори) — село в Бобрской городской общине Львовского района Львовской области Украины.
Население по переписи 2001 года составляло 318 человек. Занимает площадь 0,88 км². Почтовый индекс — 81713. Телефонный код — 3239.